# Sylvan Beach (Nova York)
Sylvan Beach és una població dels Estats Units a l'estat de Nova York. Segons el cens del 2000 tenia 1.071 habitants.

## Demografia
Segons el cens del 2000, Sylvan Beach tenia 1.071 habitants, 472 habitatges, i 279 famílies. La densitat de població era de 566,5 habitants per km².
Dels 472 habitatges en un 24,6% hi vivien nens de menys de 18 anys, en un 44,3% hi vivien parelles casades, en un 9,7% dones solteres, i en un 40,7% no eren unitats familiars. En el 30,3% dels habitatges hi vivien persones soles el 12,1% de les quals corresponia a persones de 65 anys o més que vivien soles. El nombre mitjà de persones vivint en cada habitatge era de 2,27 i el nombre mitjà de persones que vivien en cada família era de 2,83.
Per edats la població es repartia de la següent manera: un 21,5% tenia menys de 18 anys, un 6,9% entre 18 i 24, un 27,3% entre 25 i 44, un 30,1% de 45 a 60 i un 14,3% 65 anys o més.
L'edat mediana era de 41 anys. Per cada 100 dones de 18 o més anys hi havia 103,1 homes.
La renda mediana per habitatge era de 30.978 $ i la renda mediana per família de 35.250 $. Els homes tenien una renda mediana de 30.250 $ mentre que les dones 18.625 $. La renda per capita de la població era de 15.876 $. Entorn del 13,2% de les famílies i el 17% de la població estaven per davall del llindar de pobresa.